# Campionati mondiali giovanili di nuoto sincronizzato 1989
I I Campionati mondiali giovanili di nuoto sincronizzato si sono svolti in Colombia dal 17 al 23 luglio 1989. Le sedi di gara sono state a Cali.

## Medagliere
| Posiz. | Nazione     | Oro | Argento | Bronzo | Totale |
| ------ | ----------- | --- | ------- | ------ | ------ |
| 1      | Stati Uniti | 3   | 0       | 0      | 3      |
| 2      | Canada      | 0   | 3       | 0      | 3      |
| 3      | Giappone    | 0   | 0       | 3      | 3      |
| Totale | Totale      | 3   | 3       | 3      | 9      |

## Risultati
| Evento       | Oro                 | Argento     | Bronzo       |
| Stile libero |                     |             |              |
| Singolo      | Becky Dyroen-Lancer | Karen Clark | Fumiko Okuno |
| Duo          | Stati Uniti         | Canada      | Giappone     |
| Squadra      | Stati Uniti         | Canada      | Giappone     |